# Code et signe
 (février 2024).
Si vous disposez d'ouvrages ou d'articles de référence ou si vous connaissez des sites web de qualité traitant du thème abordé ici, merci de compléter l'article en donnant les références utiles à sa vérifiabilité et en les liant à la section « Notes et références ».
L'opposition fondatrice de Ferdinand de Saussure, langue / parole, valable en linguistique, l'est aussi en sémiologie : c'est la différence entre le domaine de code et l'actualisation individuelle (unique), ou, si on veut, la différence entre une compétence (lexicale, par exemple) sans référence et une actualisation de celle-ci (ou performance) par l'introduction d'une référence. « Le cheval » en langue et « le cheval » que je perçois à tel instant. 
Pour Émile Benveniste, la signification est articulée en langue / discours, la langue ayant une existence sémiotique, ayant pour objet des signes, tandis que le discours a une existence sémantique, avec pour objet une référence, actualisée dans une situation de communication, et pour sujet une instance de l'énonciation. L'énonciation est le passage de la langue au discours, ou, pour Louis Hjelmslev, du système au procès, c'est-à-dire de la structure sémio-narrative au discursif (c.f. sémio des textes, Greimas et Courtès pour l'école de Paris).
Le Groupe μ (Traité du Signe Visuel, Seuil, 1992) situe son analyse au niveau de l'image et opère la distinction type / occurrence. Un exemple d'actualisation : dans « la rue où j'habite », la rue est une occurrence, tandis que dans « j'aime me promener dans la rue », cette dernière n'est qu'une idée de la rue : un concept, une classe, un signifié, un type qui n'est pas actualisé.